# Гофунг Юхим Михайлович
Гофунг Юхим Михайлович (10 травня 1876, Костянтиноград - 29 вересня 1944, Москва) – стоматолог, заслужений професор, заслужений діяч науки УРСР, голова Науково-одонтологічної комісії НКОЗ (Народного комісаріату охорони здоров’я) України (1919–1921), організатор і декан одонтологічного факультету Харківського медичного інституту (1921–1929).

## Життєпис
Гофунг Ю.М. народився 10 травня 1876 р. у м. Костянтиноград Полтавської області. Закінчив екстерном Полтавську класичну гімназію.
Закінчивши у 1899 р. Варшавську зуболікувальну школу, одразу ж організував безкоштовний прийом хворих на зуби при амбулаторії Червоного Хреста. Прийом вів до 1903 р. 
У 1904 р. почав викладати - був керівником клінічних занять Катеринославської зуболікувальної школи .
У 1905 р. виїхав за кордон в клініку Берлінського університету, де стажувався під керівництвом професора Міллера, видатного вченого, лабораторні праці якого і методи викладання одонтології мали світове визнання .
У 1906 р. повернувся до Харкова. Працював на посаді викладача й завідувача клініки 1-ї Харківської зуболікувальної школи, де читав лекції з клінічного та протезного зуболікування до 1921 р.
У 1910 р. прослухав курс бактеріології з практичними заняттями на кафедрі гігієни медичного факультету Харківського університету.
З 1912 р. декілька місяців працював в університетських клініках Берліна у професорів Діка, Шрайдера та Віллігера. Одночасно, з 1911 по 1916 р. за сумісництвом читав лекції із зуболікування в Харківській губернській фельдшерській школі .
1919-1921 рр. виконує обов’язки голови Науково-одонтологічної комісії НКОЗ України й завідувача державної зуболікувальної школи, а 1921-1929 рр., за дорученням Укрголовінституту, декана факультету й професора.
1924 р. - закінчив Харківський медичний інститут.
В січні 1925 р. Юхима Гофунга обрано професором Харківського медичного інституту на кафедрі стоматології. Під його керівництвом кафедра здійснювала науково-дослідницьку роботу щодо вивчення питань зниження рівня захворюваності населення ].
У 1926 р. повернувся до роботи в клініках і лабораторіях Берліна.
У 1927 р. захистив дисертацію на ступінь доктора медицини.
У 1930 р. організував і очолив Український заочний стоматологічний інститут.
Ю.М. Гофунг помер 29 вересня 1944 р. у Москві.

## Наукова та педагогічна робота
У 1927 р. Ю.М. Гофунг захистив дисертацію на ступінь доктора медицини на тему «Матеріали до клінічного діагнозу пульпітів». У цей період на кафедрі організував гістопатологічну лабораторію, що дозволило великому числу учнів й співробітникам проводити наукові дослідження на світовому рівні .
Від 1910 р. вчений був головою стоматологічної секції Харківського медичного товариства протягом майже півсторіччя.
З 1911 р. Ю.М. Гофунг був незмінним головою всіх з’їздів і конференцій стоматологів.
У період із 1920 по 1930 рр. Ю.М. Гофунг - найактивніший керівник проведення української системи підготовки стоматологічних кадрів. Чотири рази організовував курси підвищення кваліфікації лікарів. Постійно читав курси лекцій у Астрахані, Горькому, Дніпропетровську, Артемівську, Сумах, Полтаві, Кременчуці, Тбілісі, Баку. Був їх керівником й викладачем. У той же час перебував науковим консультантом Інституту охорони здоров’я дітей та підлітків .
У 1924 р. став головним редактором журналу «Стоматологія», з 1933 р. — редактором журналу «Врачебное дело», водночас працював у редакційних радах московських журналів «Советская стоматология» та «Центральный медицинский журнал». Протягом тривалого часу Ю.М. Гофунг був членом комісії при лікувально-профілактичному управлінні Народного комісаріату охорони здоров’я .

## Звання
1935 р. - надано звання заслуженого професора.
1941 р. -  удостоєний звання заслуженого діяча науки УРСР.